# Чернопольское сельское поселение
Чернопольское се́льское поселе́ние (укр. Чорнопільське сільське́ посе́лення, крымскотат. Къарачёль кой юрту, Qaraçöl köy yurtu) — муниципальное образование в Белогорском районе Республики Крым России.
Административный центр — село Чернополье.

## География
Расположено в центральной части Белогорского района, у юго-восточных окраин райцентра, в продольной долине между Внутренней и Внешней грядами Крымских гор в междуречье Биюк-Карасу и Кучук-Карасу.

## Население
| 2001  | 2014  | 2015  | 2016  | 2017  | 2018  | 2019  |
| ----- | ----- | ----- | ----- | ----- | ----- | ----- |
| 2046  | ↘1881 | ↗1882 | ↘1858 | ↗1869 | ↘1861 | ↗1878 |
| 2020  | 2021  |       |       |       |       |       |
| ↘1866 | ↗1892 |       |       |       |       |       |

## Состав
В состав сельского поселения входят 4 населённых пункта:
| № | Населённый пункт | Тип населённого пункта       | Население |
| - | ---------------- | ---------------------------- | --------- |
| 1 | Чернополье       | село, административный центр | ↘1251     |
| 2 | Дозорное         | село                         | ↘126      |
| 3 | Кизиловка        | село                         | ↘76       |
| 4 | Ульяновка        | село                         | ↘428      |

## История
В советское время был образован Чернопольский сельский совет.
Статус и границы Чернопольского сельского поселения установлены Законом Республики Крым от 5 июня 2014 года № 15-ЗРК «Об установлении границ муниципальных образований и статусе муниципальных образований в Республике Крым».

## Известные люди
- Богданов, Александр Петрович (1951—1984) — майор погранвойск КГБ СССР, участник Афганской войны, Герой Советского Союза (1984).